# Magnus Mähring
Magnus Mähring, född 30 juli 1964, är en svensk professor i företagsekonomi vid Handelshögskolan i Stockholm och ordförande för Handelshögskolans House of Innovation. 
2016 blev Magnus Mähring professor i företagsekonomi, med särskild inriktning mot information management, vid Handelshögskolan i Stockholm. Sedan 2018 innehar han Erling Perssons professur i entreprenörskap och digital innovation vid Handelshögskolan. Han har varit gästforskare på bland annat Georgia State University och Ecole de Management Strasbourg. Han är fellow vid Cambridge Universitys Cambridge Digital Innovation och även vid IMIT. Digital innovation och transformation står i centrum för Magnus Mährings forskning. Den inkluderar bland annat beslutsfattande och transformationsprocesser i organisationer, interorganisatoriskt samarbete, organisatoriska konsekvenser av AI och ekosystem för innovation.